# Xeromedulla
Xeromedulla — рід грибів родини Helotiaceae. Назва вперше опублікована 1987 року.

## Класифікація
До роду Xeromedulla відносять 3 види:
- Xeromedulla leptospora
- Xeromedulla quercicola
- Xeromedulla tomentulosa